# Kirjat Tiv'on
Kirjat Tiv'on (hebrejsky קִרְיַת טִבְעוֹן, v oficiálním přepisu do angličtiny Qiryat Tiv'on, přepisováno též Kiryat Tiv'on) je místní rada (menší město) v Izraeli, v Haifském distriktu, které vzniklo roku 1958 sloučením tří do té doby samostatných obcí: Tiv'on (טבעון) a Kirjat Amal  (קריית עמל‎) a Elro'i (אלרואי‎).

## Geografie
Leží přibližně 17 km jihovýchodně od centra Haify a 78 km severovýchodně od centra Tel Avivu. v nadmořské výšce 100 m na pahorcích, které oddělují Zevulunské údolí a Jizre'elské údolí. Podél západního okraje města protéká řeka Kišon.
Kirjat Tiv'on se nachází v hustě osídleném a zároveň intenzivně zemědělsky využívaném pásu. Osídlení v tomto regionu je ve své většině židovské, pouze na severní straně na město navazuje obec Basmat Tab'un obydlená izraelskými Araby, respektive Beduíny. Město Kirjat Tiv'on je na dopravní síť napojeno pomocí Dálnice číslo 75 z Haify do Nazaretu a Dálnice číslo 70, která vede na jih a jihozápad přes horský masiv Karmel do Izraelské pobřežní planiny. Poblíž msta prochází i železniční trať v Jizre'elském údolí obnovená roku 2016, na níž zde funguje stanice Jokne'am – Kfar Jehošua.

## Dějiny
Nedaleko Kirjat Tiv'on se ve starověku nacházelo židovské město a náboženské centrum Bejt Še'arim, tehdy jedno z největších v Galileji. Lokalita je v současnosti odkryta archeologickým výzkumem a začleněna do národního parku Bejt Še'arim. Poblíž se ve starověku nacházela ještě židovská vesnice Tiv'on, odkrytá archeology v severní části nynějšího města.
Novověké židovské osídlení tohoto regionu začalo počátkem 20. století, kdy zde získal Židovský národní fond první pozemky. Ve 20. letech se tu na nich, v lokalitě nazývané tehdy arabsky Šejch Abrik, usadil Alexander Zeid - jeden ze zakladatelů židovské obranné organizace ha-Šomer. Zpočátku zde ale pobýval sám, jen se svou rodinou. V roce 1932 jej a jeho syna zde napadli Arabové a Zeid byl zraněn.
Mezitím ale izolované židovské osídlení tohoto regionu procházelo výrazným zahušťováním. Roku 1935 vznikla vesnice Elro'i. Jejími zakladateli byli židovští přistěhovalci z Kurdistánu, kteří se sem přesunuli z Haify. Téhož roku byla založena také osada Kirjat Charošet a 1937 došlo k založení osady Kirjat Amal. Kirjat Amal byl založen 9. září 1937 skupinou osadníků z Haify. Po čase zde začala výstavba trvalých zděných domů.
Během dvou let se zde tak utvořil blok tří židovských vesnic. Kirjat Charošet a Elro'i ležely v údolí při řece Kišon, zatímco Kirjat Amal na pahorcích nad nimi. Během arabského povstání, které probíhalo od roku 1936, čelili osadníci opakovaným útokům. V červenci 1938 bylo při dvou takových útocích zabito šest obyvatel z Kirjat Charošet. Mezi židovskými oběťmi z července 1938 byl i Alexander Zeid, zavražděný Araby nedaleko svého domu.
Roku 1946 přibyla čtvrtá osada - Tiv'on. Zdejší vesnice tehdy ještě těžily z polohy při železniční trati, která vedla z Haify do Sýrie podél Jizre'elského údolí. Trať byla později zrušena v důsledku první arabsko-izraelské války. Elro'i fungoval jako zemědělský mošav. K roku 1949 měl rozlohu 525 dunamů (0,525 km²) a žilo zde 437 lidí.
V roce 1958 došlo ke sloučení dosud samostatných obcí Tiv'on, Elro'i a Kirjat Amal do jednoho města, které získalo název Kirjat Tiv'on. Roku 1979 pak k této obci byla připojena i vesnice Kirjat Charošet, která se nerozvíjela tak, jak bylo očekáváno. Pahorky v okolí města jsou osázeny dubovými lesy. V obci funguje 23 mateřských škol, tři základní školy, náboženská základní škola a střední škola. Kirjat Tiv'on na severu sousedí s arabským městem Basmat Tab'un, se kterým má společný územní plán.

## Demografie
Podle údajů z roku 2009 tvořili naprostou většinu obyvatel Židé – přibližně 16 100 osob (včetně statistické kategorie „ostatní“, která zahrnuje nearabské obyvatele židovského původu, ale bez formální příslušnosti k židovskému náboženství, přibližně 16 400 osob).
Kirjat Tiv'on je středně velké sídlo městského typu s trvalým ale relativně mírným růstem. K 31. prosinci 2014 zde žilo 17 600 lidí.
| Rok  | Obyvatelé |
| ---- | --------- |
| 1948 | 2 960     |
| 1949 | 3 940     |
| 1950 | 4 530     |
| 1951 | 6 470     |
| 1952 | 7 090     |
| 1953 | 7 480     |
| 1954 | 7 400     |
| 1955 | 7 700     |
| 1956 | 7 900     |
| 1957 | 8 850     |
| 1958 | 9 300     |
| 1959 | 9 300     |

| Rok  | Obyvatelé |
| ---- | --------- |
| 1960 | 9 400     |
| 1961 | 9 700     |
| 1962 | 9 650     |
| 1963 | 9 900     |
| 1964 | 9 950     |
| 1965 | 9 900     |
| 1966 | 9 850     |
| 1967 | 9 800     |
| 1968 | 9 700     |
| 1969 | 9 650     |
| 1970 | 9 800     |
| 1971 | 9 800     |

| Rok  | Obyvatelé |
| ---- | --------- |
| 1972 | 9 800     |
| 1973 | 9 700     |
| 1974 | 10 600    |
| 1975 | 10 500    |
| 1976 | 10 300    |
| 1977 | 10 300    |
| 1978 | 10 300    |
| 1979 | 10 600    |
| 1980 | 10 800    |
| 1981 | 10 800    |
| 1982 | 11 000    |
| 1983 | 11 200    |

| Rok  | Obyvatelé |
| ---- | --------- |
| 1984 | 11 200    |
| 1985 | 11 300    |
| 1986 | 11 400    |
| 1987 | 11 400    |
| 1988 | 11 600    |
| 1989 | 11 800    |
| 1990 | 12 300    |
| 1991 | 12 600    |
| 1992 | 12 600    |
| 1993 | 12 500    |
| 1994 | 13 000    |
| 1995 | 12 525    |

| Rok  | Obyvatelé |
| ---- | --------- |
| 1996 | 12 569    |
| 1997 | 12 626    |
| 1998 | 12 714    |
| 1999 | 12 900    |
| 2000 | 13 041    |
| 2001 | 13 121    |
| 2002 | 13 300    |
| 2003 | 13 400    |
| 2004 | 13 600    |
| 2005 | 13 700    |
| 2006 | 14 000    |
| 2007 | 14 200    |

| Rok  | Obyvatelé |
| ---- | --------- |
| 2008 | 16 300    |
| 2009 | 16 500    |
| 2010 | 16 700    |
| 2011 | 17 100    |
| 2012 | 17 300    |
| 2013 | 17 500    |
| 2014 | 17 600    |
| 2015 | 17 900    |
| 2016 | 17 600    |
| 2017 | 17 700    |
| 2018 | 18 100    |